# María del Carmen Bousada
María del Carmen Bousada de Lara (* 5. Januar 1940 in Cádiz; † 11. Juli 2009 in El Puerto de Santa María) war eine Spanierin, die weltweit als älteste Mutter der Welt bekannt wurde, als sie am 29. Dezember 2006 im Alter von 66 Jahren mit Hilfe des Verfahrens In-vitro-Fertilisation (IVF) zwei Kinder gebar. Sie galt als glühende Verfechterin des Rechtes zur späten Mutterschaft und war mithin Gegenstand intensiver Ethikdebatten.
Die Zwillinge Christian und Pau wurden vorzeitig durch Kaiserschnitt zur Welt gebracht, beide Jungen wogen bei ihrer Geburt nur 1600 Gramm.
Bousada de Lara gab zu, bei ihrem Ersuchen um die Durchführung einer In-vitro-Fertilisation (IVF) die Ärzte des Pacific Fertility Centers in Los Angeles in Kalifornien bezüglich ihres wahren Alters belogen zu haben. Sie gab vor, erst 55 Jahre alt zu sein, was der in dieser Klinik gerade noch zulässigen Altershöchstgrenze für die Durchführung einer IVF entspricht. Zum Zeitpunkt der Geburt ihrer beiden Kinder war Bousada nach Auskunft der verfügbaren Dokumente die älteste Mutter der Welt. Sie übertraf damit den 2005 von der rumänischen Mutter Adriana Iliescu aufgestellten Altersrekord. Zwei Jahre später gebar Omkari Panwar, eine angeblich 70-jährige Frau aus dem indischen Bundesstaat Uttar Pradesh ebenfalls Zwillinge; allerdings konnte Panwars Lebensalter nie offiziell bestätigt werden. 2016 brachte, ebenfalls in Indien, die mindestens 70-jährige Daljinder Kaur ihr erstes Kind zur Welt.
Bousada erlag am 11. Juli 2009 einem Krebsleiden, das möglicherweise durch die massive Hormonbehandlung während der IVF ausgelöst wurde. Zum Zeitpunkt ihres Todes, als ihre Söhne Waisen wurden, waren sie gerade zweieinhalb Jahre alt.